# 新湖镇 (东平县)
新湖镇，是中华人民共和国山東省泰安市东平县下辖的一个行政建制镇。位于东平县西南部，由原新湖乡于2011年改制而来。

## 历史
周朝时期今新湖为须句国地。春秋时期，新湖境内的良邑（治所在今新湖镇霍庄村）随须句邑先后属邾国、鲁国。战国时，在今霍庄村设置寿邑，属齐国。秦代设置张县，属薛郡。西汉改名为寿良县，属东郡。东汉时，因避刘秀之叔刘良讳而改名寿张县，属东平国。曹魏建立后，封曹操之子曹徽为东平国王，国治由须昌迁往寿张，寿张因此一度成为东平政治中心，西晋时复迁回须昌。
南北朝时期，南朝宋曾改寿张名为寿昌。北魏控制山东后，在今东平湖一带设置兖州和济州，这二州下均设有东平府和寿张县。其中，兖州东平郡下辖的寿张县治所仍在今霍庄。北齐时期，兖州下辖的寿张县并入须昌县，位于今霍庄的古寿张城自此成为一般集镇，建制共长达800余年。

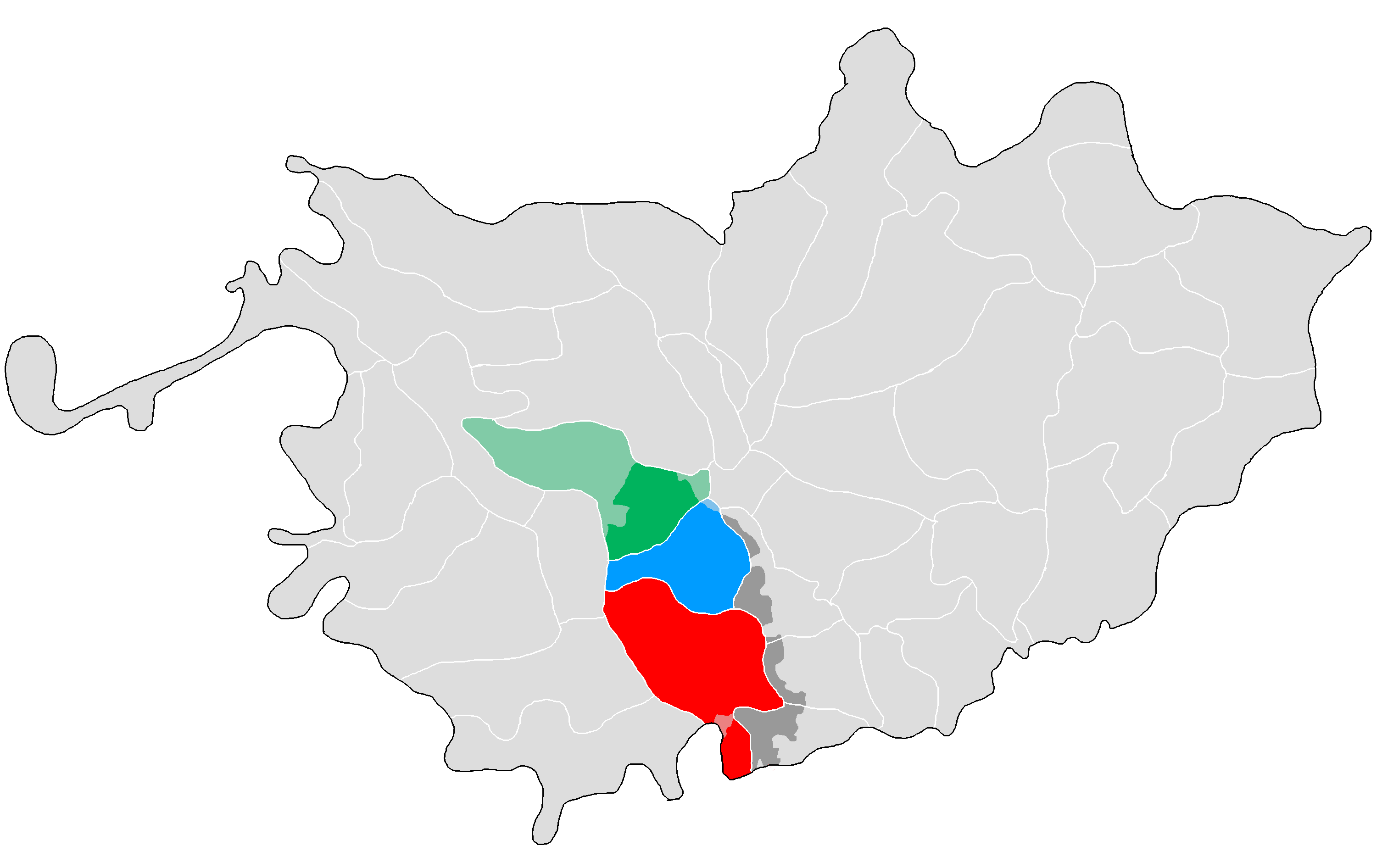
1825年的东平州地图。上色者为今新湖镇分属的三个保。
智明保 辖前泊、后泊等
爱礼保 辖蒋口等
约礼保 辖轩场、唐营等
今属新湖镇管辖的其他地区

隋朝至元朝，新湖一带先后属东平郡、郓州、东平路。明清时期属东平州。1403年，明成祖北上，怀远将军唐居中、唐居仁留居在此建立唐营村。清代，分属东平州南乡崇礼保、约礼保、爱礼保、智明保等 ，清乾隆皇帝曾路过凤凰台并题诗志胜。民国初年推行区制，旧保制沿用。1931年，东平改设九个区，新湖分属六、七、九区。
1938年8月，日本军队进占东平，随后在新湖境内设置据点，并多次在境内制造惨案。后共产党军队进入活动。1940年，中国共产党主导的东平县抗日民主政府成立，今新湖属第七区，区公所位于后泊村。
中华人民共和国建立后，今新湖镇一带仍属东平七区。1953年8月改为第九区。1955年11月命名为堤子区。1958年2月，堤子区撤销，改设唐营、后泊两乡。同年10月，今新湖镇划归东平湖二级湖黄河洪滞区，新湖一带群众大举外迁，行政机构撤销。1959年10月，东平县撤销，新湖一带划归汶上县。1960年4月，为了管理东平湖方便，今新湖一带又划归梁山县。1962年1月，东平县建制恢复，新湖湖区复归东平。
1964年，新湖一带排洪，人民回迁，同年7月建立湖区人民公社，而公社机关暂驻在沙河站公社李庄。1984年4月，改建为湖区区，区驻地迁唐营村，下辖唐营乡、赵村乡、王洼乡、杨场乡。1985年12月，撤湖区区，改建为新湖乡。2011年11月7日，新湖乡撤乡设镇，改为新湖镇至今。

## 行政区划
| 大闸 · 管理区 杨场 · 管理区 王洼 · 管理区 唐营 · 管理区 杨岗 · 管理区 赵村 · 管理区 |
| 图中不包括新湖镇管辖的部分东平湖区和东平湖湿地                                      |

新湖镇辖6个管理区，54个行政村，106个自然村，镇政府驻地在唐营村北的府前街。是东平县自然村最多的镇。
唐营管理区：唐营（含唐营、魏庄）、侯楼村、张坦（含陈庄、董庄、林海、张坦、王庙、双楼）、侯河村、宫村、吕祖庙村、刘楼村（含徐管村、刘楼、代阁、堤子口）、堤子村（含堤子、蒋庙、芦村、蒋河涯）、王管村（含王管村、李管村、尹管村、马管村、臧管村）、凤台村（含前凤台、后凤台）、坝口村（含小李庄、坝口）
赵村管理区：齐桥（含吴楼、齐桥、小范庄）、小河涯（含小河涯村、陈庄、张庄）、叶庄（含东叶庄、西叶庄、刘村）、赵村、范岗村、张桥村、郝洼村、肖村
杨岗管理区：范岗村、香铺村、鲁庄村、王仲口村（含王仲口、蒋庄）、朱管村（含朱管村、谢管村）、轩场村（含轩场、王思口）、七神堂村（含七神堂、辛庄、十方院、王楼、吕漫、后李楼）、臧庄村（含臧庄村、前李楼、周庄、南袁庄）、唐楼村（含东唐楼、西唐楼）
王洼管理区：常口村、姜口村、冯洼村、范洼村、西王洼（含西王洼、义和堤）、东王洼（含东王洼、白庄、闫庄）、索庄（含索庄、北袁庄）、霍庄（含霍庄、郭庄）
杨场管理区：孙庄村、郭场村、李楼村、牛圈村、王楼村、前泊村、后泊村、杨场村、杨楼村（含杨楼、牛圈）、郭楼村
大闸管理区：窦府营村、巩楼村、西王庄、马庄（含马庄、小张庄村）、范庄（含范庄、小新范庄）刘庄（含刘庄、黄庄）、楼岔村（含楼岔、小刘庄、前辘吊）、辘吊村（含蒋楼、后辘吊、巩庄）。

## 地理环境
新湖镇位于东平县西南部，总面积110平方公里，其中耕地8万亩，淡水水面1.6万亩。纵距18公里，横距9.5公里。其陆地呈南北长，东西窄的纺锤形。其东与沙河站镇相邻，南接与汶上县寅寺镇，西与梁山县搭界，北为老湖镇和州城街道，西北为东平湖。政府驻地在唐营村北1公里处，距东平县城约28公里。
新湖镇全镇土地总面积10470.6公顷。整体低洼，地势东高西低，海拔高度大多在37.5～40米之间，大部分陆地低于临近的东平湖水面。其中新湖镇轩场村附近为东平县地面海拔最低点，海拔仅有36.7米。陆地地形以平原和涝洼地为主。新湖镇属东平湖二级湖，低洼的地势使得历史上新湖镇水旱灾害频繁，但也成为蓄洪的最佳选择，东平湖水位超过一定高度后二级湖就会启用以分洪，但事实上这套机制很少启用。
新湖镇境内的河流以人工河流为主，这些河流和水渠大多南北向。包括湖东排水沟、湖东干渠、湖区排水沟等。古大运河明清故道自新湖镇小河涯村入境，在梁山县靳口村出境，现已毁弃。1964年居民迁回后，部分运河河堤被用作垫房台而遭到损坏。
新湖镇土壤属潮土，为黄土状粘土，夹有1～4层砂或细砂，亚粘土中含有少量钙质结核与铁锰结核。植被多为次生植被和人工植被，植被覆盖率达83.6%，植被类型主要是农业植被。
| ㋀                                | ㋁       | ㋂      | ㋃      | ㋄       | ㋅       | ㋆        | ㋇        | ㋈       | ㋉      | ㋊      | ㋋      |
| 2 5 −8                            | 21 10 −4 | 14 15 1 | 51 19 7 | 78 23 12 | 41 35 18 | 208 31 22 | 104 26 20 | 84 25 15 | 14 24 9 | 34 17 2 | 17 4 −6 |
| 平均最高及最低溫度以攝氏（℃）表記 |          |         |         |          |          |           |           |          |         |         |         |
| 降雨總量單位為（㎜）              |          |         |         |          |          |           |           |          |         |         |         |
| 資料來源：                        |          |         |         |          |          |           |           |          |         |         |         |

| 英制單位換算                      | 英制單位換算 | 英制單位換算 | 英制單位換算 | 英制單位換算 | 英制單位換算 | 英制單位換算 | 英制單位換算 | 英制單位換算 | 英制單位換算 | 英制單位換算 | 英制單位換算 |
| --------------------------------- | ------------ | ------------ | ------------ | ------------ | ------------ | ------------ | ------------ | ------------ | ------------ | ------------ | ------------ |
| ㋀                                | ㋁           | ㋂           | ㋃           | ㋄           | ㋅           | ㋆           | ㋇           | ㋈           | ㋉           | ㋊           | ㋋           |
| 0.1 41 18                         | 0.8 50 25    | 0.6 59 34    | 2 66 45      | 3.1 73 54    | 1.6 95 64    | 8.2 88 72    | 4.1 79 68    | 3.3 77 59    | 0.6 75 48    | 1.3 63 36    | 0.7 39 21    |
| 平均最高及最低溫度以華氏（℉）表記 |              |              |              |              |              |              |              |              |              |              |              |
| 降雨總量單位為英吋（㏌）          |              |              |              |              |              |              |              |              |              |              |              |

| ㋀                                | ㋁       | ㋂      | ㋃      | ㋄       | ㋅       | ㋆        | ㋇        | ㋈       | ㋉      | ㋊      | ㋋      |
| 2 5 −8                            | 21 10 −4 | 14 15 1 | 51 19 7 | 78 23 12 | 41 35 18 | 208 31 22 | 104 26 20 | 84 25 15 | 14 24 9 | 34 17 2 | 17 4 −6 |
| 平均最高及最低溫度以攝氏（℃）表記 |          |         |         |          |          |           |           |          |         |         |         |
| 降雨總量單位為（㎜）              |          |         |         |          |          |           |           |          |         |         |         |
| 資料來源：                        |          |         |         |          |          |           |           |          |         |         |         |

| 英制單位換算                      | 英制單位換算 | 英制單位換算 | 英制單位換算 | 英制單位換算 | 英制單位換算 | 英制單位換算 | 英制單位換算 | 英制單位換算 | 英制單位換算 | 英制單位換算 | 英制單位換算 |
| --------------------------------- | ------------ | ------------ | ------------ | ------------ | ------------ | ------------ | ------------ | ------------ | ------------ | ------------ | ------------ |
| ㋀                                | ㋁           | ㋂           | ㋃           | ㋄           | ㋅           | ㋆           | ㋇           | ㋈           | ㋉           | ㋊           | ㋋           |
| 0.1 41 18                         | 0.8 50 25    | 0.6 59 34    | 2 66 45      | 3.1 73 54    | 1.6 95 64    | 8.2 88 72    | 4.1 79 68    | 3.3 77 59    | 0.6 75 48    | 1.3 63 36    | 0.7 39 21    |
| 平均最高及最低溫度以華氏（℉）表記 |              |              |              |              |              |              |              |              |              |              |              |
| 降雨總量單位為英吋（㏌）          |              |              |              |              |              |              |              |              |              |              |              |

### 气候
新湖镇属典型的温带大陆性季风气候，四季分明，雨热同期。常年均温13°C左右。七月平均温度最高，为26°C，一月平均温度最低，为-2°C。年均降雨量667毫米。七月降雨量为208毫米，一月份仅有2毫米。

## 人口
2010年中国第六次人口普查时，新湖镇共有47,137人，其中男性23,719人，女性23,418人。15岁以下的儿童占16.0％，15-64岁的成年人占73％，65岁以上人口占9.0％。2000年有家庭12723户。汉族占绝大多数。1993年自然增长率3.37％。

## 基础设施
2012年，新湖镇有卫生院1处，医护人员37人，病床20张。1993年，新湖境内有中小学48处，在校学生8800人，教职员工427人。2012年，教师共计332人，其中县级以上优秀教师126人。新湖中学、新湖镇中心小学为泰安市市级规范化学校。
2012年，新湖镇公路里程达到326公里，53个行政村村内主要道路实现硬化。全镇营运汽车保有量45辆。至年底，全镇宽带、有线电视已经实现完全覆盖。2012年年用电为1386万千瓦时。瓦日铁路经过新湖镇。

## 经济
新湖镇农业主要包括种植业、畜牧和水产，盛产鱼类和小麦、玉米、大豆、花生等多种农作物。1993年时新湖镇有耕地77700亩，人均耕地面积约10到15亩，为东平县人均耕地最多的乡镇，但其中许多是难以利用的涝洼地。2012年，有效灌溉面积4.43千公顷，占总耕地面积的75%，有农业机械3000台。
1993年，新湖镇农业总产值达到6917万元，粮食总产量3206万公斤，棉花产量1250吨。畜牧业、林果业、水产业产值分别为2700万元、166万元、463万元。到2012年，全镇农作物总面积11433公顷，粮食总产8800万公斤。林果面积1734.2公顷，林业总产值688万。水产品有中华绒螯蟹、建鲤、莲藕、甲鱼、青虾等。2012年蟹类总产1240吨。鲤鱼总产1.2万吨。小尾寒羊存栏10万只、大牲畜存栏825头、生猪存栏2.38万头。肉类总产量491.06万公斤。禽蛋年总产量646.67万公斤。
1993年，新湖镇共有乡镇企业211个，从业人员2544人。工业总产值2015万元，国内生产总值10626万元。2012年，农民人均纯收入7710元。
由于长期以来被用作二级分洪区，没有集体经济，亦无大的投资，新湖镇堤内地区经济以农业为主，发展较为缓慢，而堤外地区则经济发达。总体而言，新湖镇仍是东平县较不富裕的乡镇，全镇主要经济指标在全县所占位次偏低。

### 引用
1. 1 2 3  . www.dongping.gov.cn. 2017-06-17  [2018-06-12]. （原始内容存档于2018-02-01）.
2. ↑  优抚科. . www.tamz.gov.cn. 2017-12-21  [2018-06-12]. （原始内容存档于2018-06-12）.
3. ↑  . 2017-07-01. （原始内容存档于2019-08-31）.
4. 1 2 3 4 5 6 7 8  东平县史志办公室，《东平年鉴（2004-2012）》，乡镇街道-新湖乡 （页面存档备份，存于）
5. 1 2  中华人民共和国统计局. . 2000. （原始内容存档于2012-04-07）.
6. 1 2  . Baidu.com.   [23 Abril 2016]. （原始内容存档于2021-11-09）.
7. 1 2  梁山县民政局.  2014年4月第1版. 2014年4月. （原始内容存档于2018-06-12）.
8. 1 2 3  山东省东平县地名委员会，东平县地图（内部用图），2010年9月第一版
9. 1 2 3  东平县史志办公室，《东平年鉴（1986-1993）》，乡镇概况-新湖乡-国民经济概况 的存檔，存档日期2018-06-14.
10. ↑  . 中国·国家地名信息库.
11. 1 2 3  东平县政府. . 东平县人民政府网. 2018-01-29. （原始内容存档于2018-06-11）.
12. ↑  《寿张县志》：“春秋为良邑，战国为刚寿”
13. ↑  于庆明、郑新道等， 《泰安五千年大事记》，先秦～五代 的存檔，存档日期2018-06-14.
14. ↑  东平县地名委员会，1993年，《东平县地图册》，历史地图：春秋至三国魏
15. ↑  东平政协文史资料委员会，东平名胜古迹（内部资料），67页
16. ↑  《中国历史大辞典》，上海辞书出版社，2000年3月第1版
17. ↑  《可爱的东平》，东平县县级文物保护单位名录
18. ↑  齐鲁晚报. . epaper.qlwb.com.cn. 2017-03-05  [2018-06-12]. （原始内容存档于2018-06-12）.
19. 1 2   东平县地名委员会，1993年，《东平县地图册》，历史地图-清代东平州（1825年）
20. ↑  东平县地名委员会，1993年，《东平县地图册》，历史地图：隋朝至元朝
21. ↑  《乡情》2017年1-2期合刊 史志动态 的存檔，存档日期2018-06-13.
22. ↑  . 中国文化出版社. 2016.
23. ↑  中共东平县委党史办公室、东平县史志办公室，《灾难与抗争》，第二章 （页面存档备份，存于） 1938 的存檔，存档日期2018-06-12.、1939 （页面存档备份，存于）、1940 （页面存档备份，存于）、1941 （页面存档备份，存于）、1942 的存檔，存档日期2018-06-12.、1943 （页面存档备份，存于）、1944 （页面存档备份，存于）、1945 的存檔，存档日期2018-06-12.
24. ↑  中共东平县委党史办公室、东平县史志办公室，《灾难与抗争》，第五章 （页面存档备份，存于）
25. ↑  东平县军事志编纂委员会编. 《东平县军事志》
26. ↑  中共东平县委党史办公室. 中共东平地方史
27. 1 2  东平县史志办公室，《东平年鉴（1986-1993）》，乡镇概况-新湖乡-历史要述 （页面存档备份，存于）
28. 1 2  东平县史志办公室，《东平风物志》，第一编-第一章-第三节 的存檔，存档日期2018-06-13.
29. ↑   山东省泰安市地方志编纂委员会.《泰安地区志》，第一编-第一章-第三节-东平县 的存檔，存档日期2018-06-14.
30. ↑  泰政发. . www.taian.gov.cn. 2011-10-27  [2018-06-12]. （原始内容存档于2018-06-12）.
31. ↑  . 中华人民共和国国家统计局. 2023 （中文（中国大陆））.[]
32. 1 2  《中国政区大典》编委会，《中国政区大典》第二卷，1476页
33. ↑  东平县志编纂委员会，《东平县志》，第1编-第2章 的存檔，存档日期2018-06-11.
34. ↑  东平地名网. . www.dpdmw.cn.   [2018-06-11]. （原始内容存档于2018-06-11）.
35. ↑  . map.sddp.net.   [2018-06-12]. （原始内容存档于2017-04-21）.
36. ↑  东平县政府. . www.dongping.gov.cn. 2018-01-29  [2018-06-10]. （原始内容存档于2018-06-12）.
37. 1 2  东平县史志办公室，《东平年鉴（1986-1993）》，乡镇概况-新湖乡-涝洼地改造成绩斐然 的存檔，存档日期2018-06-14.
38. 1 2
39. 1 2  李传芝. .   [2018-06-15]. （原始内容存档于2018-06-15）.
40. ↑  . news.lcxw.cn.   [2018-06-10]. （原始内容存档于2018-06-10）.
41. ↑  . sd.ifeng.com.   [2018-06-10]. （原始内容存档于2018-06-10）.
42. 1 2  . NASA.   [2016-01-30]. （原始内容存档于2016-02-03）.
43. ↑  . NASA/Tropical Rainfall Monitoring Mission.   [30 Enero 2016]. （原始内容存档于2016-04-12）.
44. 1 2  东平县史志办公室，《东平年鉴（1986-1993）》，乡镇概况-新湖乡-科教文卫 的存檔，存档日期2018-06-14.
45. ↑  农村大众数字报.  (PDF). paper.dzwww.com.   [2018-06-10]. （原始内容存档 (PDF)于2018-06-14）.
46. ↑  东平县史志办公室，《东平年鉴（1986-1993）》，乡镇概况-新湖乡-农业的存檔，存档日期2018-06-13.
47. ↑  东平县史志办公室，《东平年鉴（1986-1993）》，乡镇概况-新湖乡-工业 的存檔，存档日期2018-06-13.